# 새비지스
《새비지스》(영어: The Savages)는 미국에서 제작된 2007년 블랙 코미디 드라마 영화이다. 태머라 젱킨스가 연출과 각본을 맡고, 테드 호프 등이 제작에 참여하였다. 로라 리니, 필립 시모어 호프먼 등이 출연하였으며, 2018년에 사망한 필립 보스코의 영화 유작이기도 하다.
2008년 제80회 아카데미상 여우주연상(리니) 및 각본상(젱킨스) 후보, 제65회 골든 글로브상 뮤지컬·코미디 부문 남우주연상(호프먼) 후보에 지명되었다.

## 줄거리
역기능가정 출신 남매 연극학 교수 존과 극작가 여동생 웬디는 어려서 자신들을 학대해 연을 끊고 살던 아버지 레니가 치매에 걸리자 버펄로 양로원에 모신다.
어머니에게도 버림 받았던 남매는 마음에 심각한 상흔을 입었으며 타인과 제대로 된 관계를 지속하는 걸 어려워한다. 웬디는 13살 연상 유부남과 답이 없는 만남을 계속하고, 존은 사증이 만료된 폴란드 여성을 그냥 크라쿠프로 떠나보낸다.
아버지 사망 후 남매는 삶을 되돌아보며 뒤늦은 성장을 한다. 존은 학회 참석차 폴란드로 향하며 헤어졌던 여인과 재회할 것이 암시되며, 유부남과 헤어진 웬디는 유부남이 안락사 시키려던 개를 데려와 바퀴가 달린 보조 기구를 채워주고 함께 달려나간다.

## 출연
- 로라 리니 - 웬디 새비지 역
- 필립 시모어 호프먼 - 존 새비지 역
- 필립 보스코 - 레니 새비지 역
- 피터 프리드먼 - 래리 역
- 벵가 아키나베 - 지미 역
- 캐라 시모어 - 카시아 역
- 데브라 멍크 - 낸시 래크먼 역
- 데이비드 제이어스 - 에드와도 역
- 마고 마틴데일 - 로즈 역
- 가이 보이드 - 빌 낸시 래크먼 역
- 로즈메리 머피 - 도리스 메츠거 역
- 토니 퍼타노 - 로빈슨 부인 역
- 티화나 릭스 - 밸리 뷰 간호사 역
- 핼 블랭컨십 - 버트 역
- 조앤 재피 - 리지 역

## 기타 제작진
- 공동 제작: 로리 키스 더글러스
- 배역: 진 매카시
- 미술: 제인 앤 스튜어트
- 세트: 캐리 스튜어트
- 의상: 데이비드 C. 로빈슨